# アメリカ合衆国の学区

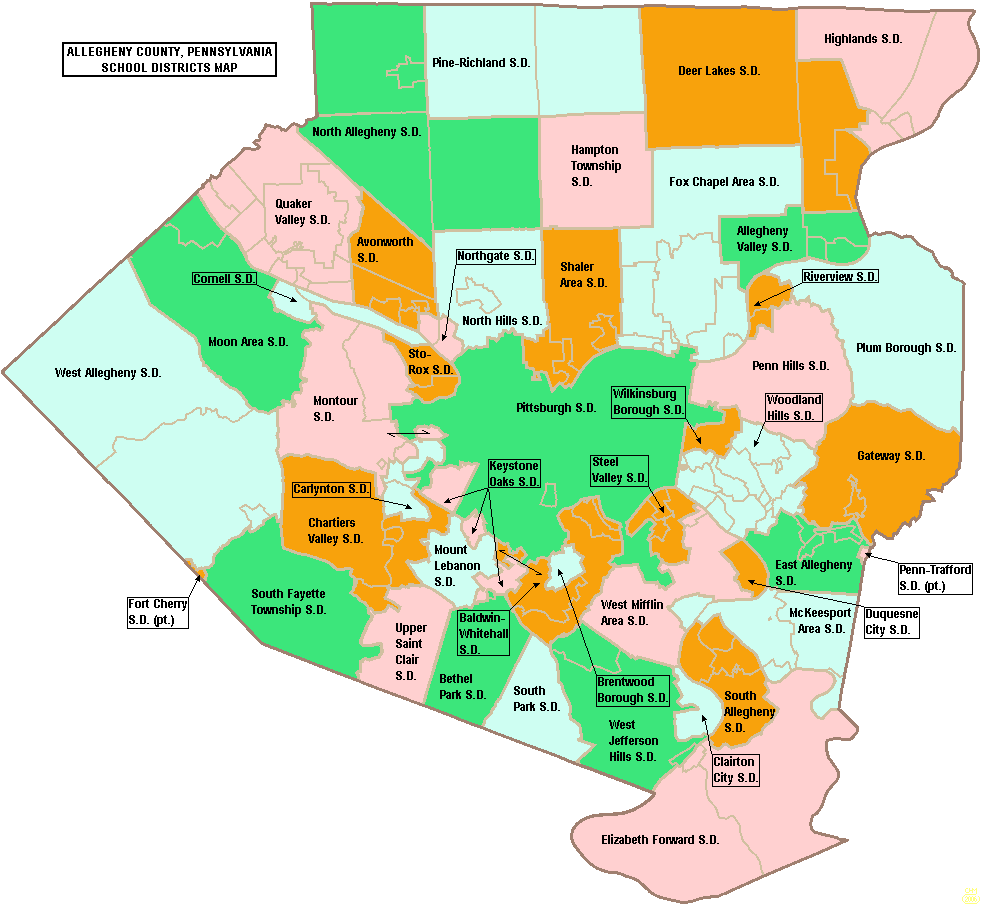
ペンシルベニア州ピッツバーグを中心とするアルゲニー郡の学区地図。大阪府とほぼ同じ面積に約120万人が住み、45の学区がある。

学区（がっく、英: school district）とは、アメリカ合衆国における初等教育と中等教育を行う公立学校、すなわち公立の幼稚園から高等学校までを運営するために作られた特別区分である。公立学区とも言う。州を行政あるいは地理的に細かく分割している（ハワイ州は分割しない）。

## 関係用語
管轄区域によって多少異なるが、典型的な学区は以下のとおりである。
- 初等教育学区は幼稚園と小学1年生から6年生あるいは8年生（中学2年生）までを含む。
- 高等学校学区はふつう9年生（中学3年生）以上であるが7年生（中学1年生）以上を含む場合もある。
- 統一（Unified）学区は幼稚園から12年生（高等学校3年）までのK-12を一括したものである。
- 合同（Union）学区は複数の学区を合わせることを指す。
- 共同（Joint）学区は一つの郡以上の範囲をカバーすることを指す。
- 独立（Independent）学区は郡や市から独立した法的な組織を指す。

## 運営

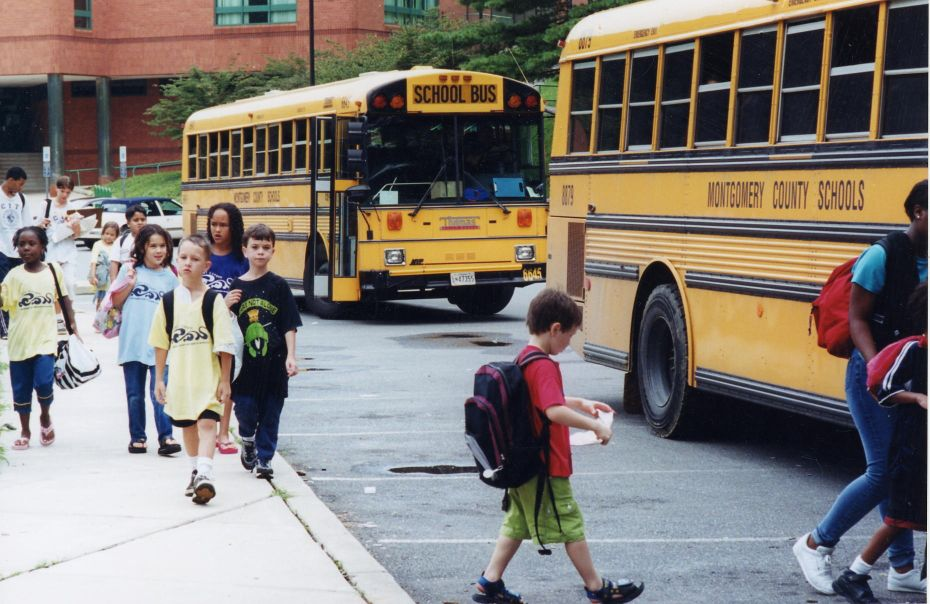
スクールバスも学区が管理する。悪天候などによるバスの迂回や休校も各学区がそれぞれ判断を下す。

アメリカ合衆国の公立校の多くは、その運営を単一の市や町のためあるいは複数の町をまとめた地区のために作られた学区に委ねている。学区は特殊な法人団体であり政治的統一体である。通常市や郡と同等とみなされ、課税や土地収用といった同等の権利も持つ。また職員や生徒に深刻な品行や規律問題がある場合、裁判所のような役割を果たすこともある。法律で定められた学区の組織は、教育委員会や理事会と呼ばれ、住民の直接選挙で選ばれたメンバーから成る。この組織がスーパーインテンデント (superintendent) を任命する。スーパーインテンデントは学区長として日常業務の裁断や様々な教育政策を遂行する。そのため公立学校の管理経験者で、Ed.D.など教育分野の博士号所持者であることが多い。
多くの学区はそれぞれが独立しており、学区独自で様々な判断を下す。隣あった学区であっても、学期の始業日、終業日、休日などが異なることもよくある。悪天候の場合も学区内の道路状況を見て各学区が判断を下すため、たとえば同程度の積雪であっても通常どおり登校する学区と休校になる学区がある。中学校や高等学校に進級する学年も学区によって異なるため、隣町に引っ越した小学6年生が中学校へ、中学3年生が高等学校に転校するケースも多い。また就学年齢の区切りとなる誕生日も日本のように全国一律（4月1日）で区切ってはおらず、州によって8月1日から1月1日まで数ヶ月もの開きがあるが、ペンシルベニア州など学区に区切り日の決定権を与えている州もある。このように独立組織である学区には多大な自由と決定権が与えられている。
しかしすべての学校システムが学区を法人団体として制定しているわけではない。二、三の州では学区が郡や地方自治体に従属している。その最たる例はメリーランド州で、郡（あるいはボルチモア市のように郡と同等レベルの独立市）によって学校システムが運営されている。ニューヨーク州では学区も学校システムも各市に従属している。バージニア州では教育助成金が学校の所在する市や郡政府から出ているため学区とは言わず学校区分と呼ぶ。ハワイ州は分割せずに州全体を一つの学区とみなし、州の教育省が管理している。
2002年の国勢調査によるアメリカ合衆国統計局の調べでは、アメリカにおける学校システムの数は以下のとおりである。
- 法律で制定された学区 13,506
- 州に従属した学校システム 178
- 自治体に従属した学校システム 1,330
- 教育サービス機関（公立校への支援サービスを行う機関）1,196

学区は単に学校だけでなく、スクールバスやその駐車場、洗濯場、倉庫、調理場といった学校に関わる設備も運営する。巨大な学区では医療クリニック、テレビ局（多くは CBS、ABC、NBC、 FOX、 PBS あるいは NPRラジオ局 などに公式加盟している）、キャンパス警察署などを抱える。また学校システムによって運営される公立図書館やレクリエーション講座を設ける学区も少なくない。

## 学区の地価への影響
学区がどれほど良く機能しているかは、地元の政策に多大な影響を及ぼし、常に住民の関心の的となっている。うまく運営されている学区では、安全で清潔な学校があり、レベルの高い大学に多くの卒業生を送っている。それが学区内の不動産地価を上げ、ひいては学区運営に回される固定資産税の税収を増やすことになる。逆に、運営がかんばしくない学区では周辺地域に比べて格段に開発が遅れ、人口が減ってしまうこともある。財政難で一部の学校を閉鎖せざるを得ない学区もある。
21世紀初頭においてもジニ係数が高く所得格差の大きいアメリカでは、学区の予算、教師の質、教育指導内容、保護者の学歴・収入・教育熱心さなどに著しい地域間格差が見られる。当然ながら学校のレベルの物差しの一つとなる州の標準テストや全国テストに当たるアイオワ基礎テストなどの平均点にもその差ははっきりと現れる。地域の学校の平均点一覧やランキングなどが書籍やオンラインで数多く出版されており、住宅購入の参考資料となっている。一般的に財政が潤い教育レベルの高い郊外の学区には裕福で教育熱心な白人や日本、韓国、中国、台湾、インドといったアジア人が集中し、逆にインナーシティと呼ばれる都市部には圧倒的にマイノリティーが多い。これを解決するためにマグネット・スクール、チャーター・スクール、越境通学、教育バウチャー、ホームスクーリングなど様々な教育形態が生まれている。